# Tschapajew (Film)
Tschapajew (russisch Чапаев) ist ein sowjetischer Spielfilm unter Regie von Sergei und Georgi Wassiljew nach einer Vorlage von Dmitri Furmanow. Der am 7. November 1934 in der Sowjetunion veröffentlichte Film ist Wassili Iwanowitsch Tschapajew (1887–1919) gewidmet, einem Helden  des Russischen Bürgerkrieges. Die deutsche Uraufführung der DEFA-Synchronisation fand am 14. März 1946 statt. 	

## Handlung
Der Film basiert auf Material von Dmitri Andrejewitsch Furmanow und seiner Frau Anna Nikititschna Furmanowa und erzählt über den Revolutionär Tschapajew.
In Russland tobt der Bürgerkrieg. Die 25. Kavalleriedivision kämpft an der Mittleren Wolga und im Ural gegen die Weißgardisten. Die Kämpfer der Division haben vor kurzem einen neuen Kommandeur gewählt – Tschapajew. Der Ruhm seiner Kampferfolge eilt ihm voraus. Wenn die Kosaken und Weißgardisten hören, dass sie von Tschapajew verfolgt werden, geraten sie in Panik. Schließlich hat Tschapajew noch kein einziges Gefecht verloren.

## Auszeichnungen
Auf dem I. Moskauer Kinofestival (1935) zeichnete die Jury unter Leitung von Sergei Eisenstein die Schöpfer des Films mit dem ersten Preis aus.
Das US-National Board of Review zeichnete den Film 1935 als einen der besten ausländischen Filme (Top Foreign Films) aus. Auf der Pariser Weltausstellung erhielt er 1937 den Grand Prix.
- Stalinpreis I. Stufe 1941
- Bronzemedaille auf den Filmfestspielen von Venedig 1946

## Rezeptionsgeschichte
Im Leningrader Kino Saturn lief der Film zwei Jahre lang täglich, was einen Rekord in der Geschichte des Kinowesens (in der Sowjetunion) darstellt.
Auch heute noch ist der Film in Russland sehr populär, einige Redewendungen aus dem Film sind geflügelte Worte geworden. Die Haupthelden des Films – Tschapajew, sein Adjutant Petka und die MG-Schützin Anna – sind Gegenstand zahlreicher Anekdoten.
In der russischen Kinokunst trifft man überall auf Allusionen und direkte Verweise auf den Film Tschapajew. So handelt ein Kinderfilm vom Kinobesuch einer Pioniergruppe, er zeigt die Emotionen der Kinder beim Betrachten des Films Tschapajew, wie sie dem sterbenden Helden helfen wollen.
Das Lied Schwarzer Rabe („Чёрный ворон“) aus Tschapajew wurde nach dem Kinoerfolg in der ganzen Sowjetunion bekannt, in den Filmen Alexander Rogoschkins Besonderheiten der russischen Jagd (russisch: Особенности национальной охоты, 1995), Besonderheiten des russischen Angelns (russisch: Особенности национальной рыбалки, 1998), Besonderheiten der russischen Jagd im Winter (russisch: Особенности национальной охоты в зимний период, 2000) wurde das Lied als Filmmusik verwendet.

## Kritiken

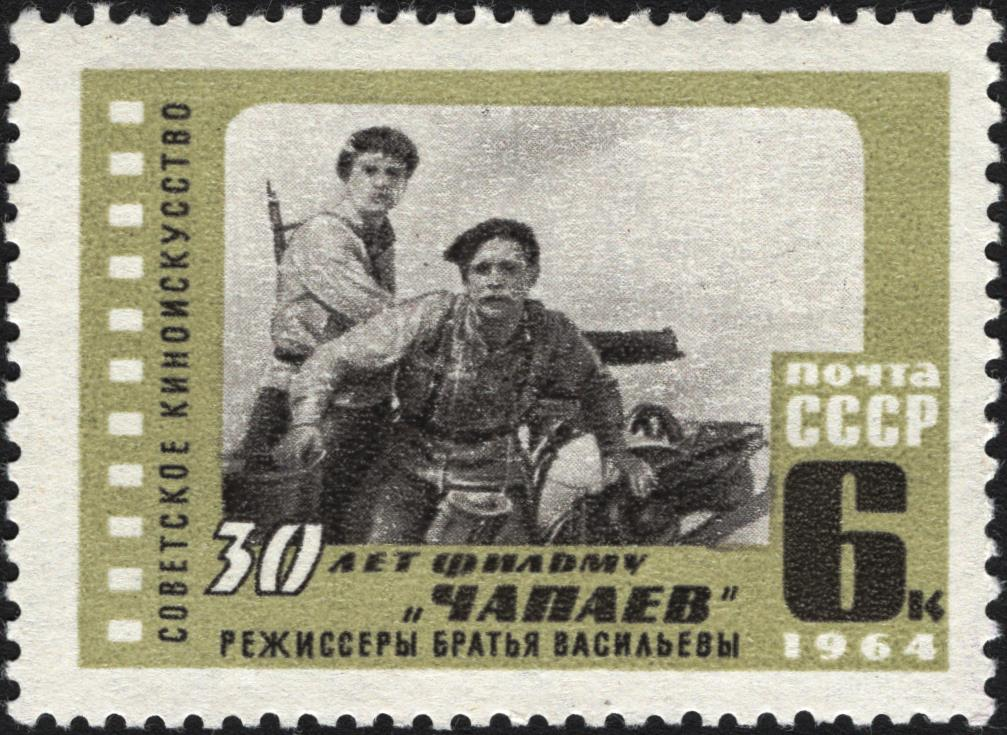
Sowjetische Briefmarke aus dem Jahr 1964 anlässlich des 30. Filmjubiläums

„Der Film gehört zu den klassischen Werken der sowjetischen Filmkunst, war einer der größten Erfolge der sowjetischen Filmgeschichte und ist zugleich selbst ein historisches Zeitdokument. Ausgehend von einer betont volkstümlichen Handlung, erfährt die Fabel durch präzise Charakterzeichnungen und die hervorragende Fotografie eine ausgesprochen suggestive Wirkung.“

## Überlieferung
Die deutsche Synchronfassung der DEFA wurde 2012 von Icestorm Entertainment auf DVD veröffentlicht.